# Арренотокия
Арренотокия, или арренотокный партеногенез (от др.-греч. ἄρρην — «мужской» и τόκος — «потомство») — способ девственного размножения насекомых, при котором из неоплодотворённых яиц путём партеногенеза развиваются исключительно самцы.
Данное явление встречается у пчёл, обыкновенного паутинного клеща, некоторых ос (Vespidae) и пилильщиков (Tenthredinidae). Наиболее подробно арренотокия исследована на примере медоносной пчелы (Apis mellifera).